# David Wertman
David „Dave“ Wertman (* 1. Oktober 1952 in New York City; † 14. Dezember 2013 in Northampton, Massachusetts) war ein US-amerikanischer Jazz-Bassist und Komponist.

## Leben und Wirken
Wertman wuchs in Queens auf und begann autodidaktisch Jazz zu spielen. Im Laufe seiner Karriere arbeitete er u. a. mit Earl Freeman (Soundcraft '75), Billy Bang, Arthur Blythe, Marion Brown, Steve Reid, Dave Pike und Hilton Ruiz. Wertman leitete eigene Gruppen wie das Sun Ensemble, für das er auch komponierte, und nahm mehrere Alben unter eigenem Namen auf. Mit Charlie Kohlhase und Lou Grassi bildete er ein Trio, das das Album NorthCountry Pie (2002) für CIMP einspielte.
Auch ging er mit Bigbands wie der von Ray Anthony, Erskine Hawkins oder Les Elgart auf Tournee sowie mit Buddy Greco, The Four Freshmen, Barbara McNair, The Ink Spots, The Shirelles oder The Drifters.
Im Bereich des Jazz war er zwischen 1975 und 2013 an 18 Aufnahmesessions beteiligt. Wertman erlag im Dezember 2013 im Alter von 61 Jahren einer Krebserkrankung.

## Diskographische Hinweise
- Kara Suite (1976, mit Charles Tyler, Richard Schatzberg, Ken Simon, Steve Reid)
- Earthly Delights (1978, mit John Sprague, David Swerdlove, John Hagen, Greg Wall, John Zieman, Jay Conway)
- Up in the Sky (1981, mit Tim Moran, Tom McClung, Bob Dagnello, Charles Miller, Lynne Meryl)
- Wide Eye Culture (2008)
- Sushi Blues’ Jazz All Stars: Feed the Kitty (2003, mit Marty Cook, Keshavan Maslak, Paul Hannah)